# Альбури, Магома
Магома Альбури — участник Первой мировой войны, всадник Чеченского конного полка «Дикой дивизии», полный Георгиевский кавалер.

## Биография
В сентябре 1915 года Кавказская конная дивизия вела бои на левом берегу реки Стрыпа. За отличие в этих боях Альбури был награждён Георгиевским крестом III степени № 24885.
23 июля 1916 года сотня, в состав которой входил Альбури, держала оборону на высоте 1034. Во время неприятельского штурма выяснилось, что штурмующие нарушили телефонную связь. Альбури был направлен в соседнюю сотню за поддержкой сквозь цепь прорвавшихся австрийцев. Альбури с честью выполнил задание, за что был награждён Георгиевским крестом II степени.
9 декабря 1916 года Альбури с двумя сослуживцами вынес с поля боя тяжело раненного командира полка Фейзуллу Мирзу Каджара. За этот подвиг Альбури был награждён Георгиевским крестом I степени № 22648.

## Память
На одном из камней Мемориала памяти погибших в борьбе с терроризмом в Грозном высечено имя Магома Альбури.